# Kent Beck
Kent Beck (1961 –) amerikai szoftverfejlesztő, az extrém programozás és a tesztvezérelt fejlesztés szoftverfejlesztési módszertanok megalkotója, valamint ő használta először az agilis szoftver fejlesztés kifejezést is. Beck egyike volt  az Agile Manifesto 17 eredeti aláírójának 2001-ben.
A University of Oregonra járt 1979 és 1987 között, itt szerezte a BSc és MSc fokozatait számítástudományból. Úttörő volt a programtervezési minták, az újra felfedezett teszt vezérelt fejlesztés, valamint a Smalltalk kereskedelmi  alkalmazásai területén. Beck népszerűsítette a CRC kártyákat Ward Cunninghammel, továbbá Erich Gammával létrehozták a JUnit egységteszt keretrendszert.
Beck az USA-ban, Medfordban él, és a Facebooknál dolgozik.

## Publikációi

### Könyvek
- 1996. Smalltalk Best Practice Patterns. Prentice Hall.  (ISBN 978-0134769042)
- 1996. Kent Beck's Guide to Better Smalltalk : A Sorted Collection. Cambridge University Press. (ISBN 978-0521644372)
- 1999. Extreme Programming Explained: Embrace Change. Addison-Wesley. Winner of the Jolt Productivity Award. (ISBN 978-0321278654)
- 2000. Planning Extreme Programming. With Martin Fowler. Addison-Wesley. (ISBN 978-0201710915)
- 2002. Test-Driven Development: By Example. Addison-Wesley.  Winner of the Jolt Productivity Award. (ISBN 978-0321146533)
- 2003. Contributing to Eclipse: Principles, Patterns, and Plugins. With Erich Gamma. Addison-Wesley. (ISBN 978-0321205759)
- 2004. JUnit Pocket Guide. O'Reilly. (ISBN 978-0596007430)
- 2005. Extreme Programming Explained: Embrace Change, 2nd Edition. With Cynthia Andres. Addison-Wesley. Completely rewritten. (ISBN 978-0201616415)
- 2008. Implementation Patterns Addison-Wesley.  (ISBN 978-0321413093)

### Válogatott írásai
- 1987. "Using Pattern Languages for Object-Oriented Programs". With Ward Cunningham. OOPSLA'87.
- 1989. "A Laboratory For Teaching Object-Oriented Thinking". With Ward Cunningham. OOPSLA'89.
- 1989. "Simple Smalltalk Testing: With Patterns". Origins of xUnit frameworks.

## Magyarul megjelent művei
- Implementációs minták (77 szoftverminta); ford. Tajti Ákos; Panem, Bp., 2008 (Programozók könyvtára)
- Refactoring. Kódjavítás újratervezéssel; társszerzők Kent Beck et al., ford. Gilicze Bálint, Nagy Daniella, Vlaskovits Dóra; Kiskapu, Bp., 2006

## Fordítás
- Ez a szócikk részben vagy egészben  a   Kent Beck című angol Wikipédia-szócikk ezen változatának fordításán alapul.  Az eredeti cikk szerkesztőit annak laptörténete sorolja fel. Ez a jelzés csupán a megfogalmazás eredetét és a szerzői jogokat jelzi, nem szolgál a cikkben szereplő információk forrásmegjelöléseként.